# Madhura Naik
Madhura Naik este un model și actriță indiană care a apărut în emisiuni de televiziune precum Kis Desh Mein Hai Mera Dil, Pyaar Kii Ye Ek Kahani, Iss Pyaar Ko Kya Naam Doon, Hum Ne Li Hai- Shapath și Tumhari Pakhi.

## Viata personala
Ea s-a născut la 19 iulie 1984 dintr-un tată indian și o mamă indiană israeliană care este de origine Bene Israel și face parte din comunitatea evreiască din India. Ea a crescut în Bahrain și a avut dificultăți în limba hindi în primele zile ale carierei sale.
Verișoara ei sora și cumnatul au fost uciși în timpul războiului Israel-Hamas din 2023.

## Filmografie

### Filme
| An   | Film              | Rol               | Note         |
| ---- | ----------------- | ----------------- | ------------ |
| 2007 | Good Boy, Bad Boy | Raju's soră       |              |
| 2010 | Pyaar Impossible  | Alisha's Prietene |              |
| 2018 | Looose Control    | Komal             | Marathi film |

### Televiziune
| An        | Serie                                        | Rol                |
| --------- | -------------------------------------------- | ------------------ |
| 2007      | Kahe Naa Kahe                                | Neena              |
| 2007      | Amber Dhara                                  | Deema              |
| 2008      | Sapna Babul Ka...Bidaai                      | Sonia              |
| 2008      | Sangam                                       | Kaveri             |
| 2008–2010 | Kis Desh Mein Hai Meraa Dil                  | Maya Harman Juneja |
| 2009-2010 | Bhaskar Bharti                               | Aarti              |
| 2009      | Shakuntala                                   | Rajkumari Gauri    |
| 2010      | Dill Mill Gayye                              | Suvarna Modi       |
| 2010      | Fear Factor: Khatron Ke Khiladi 3            | Concurent          |
| 2010-2011 | Pyaar Kii Ye Ek Kahaani                      | Tanushree Ambolkar |
| 2012      | Superdude                                    | Co-gazdă           |
| 2012      | Hum Ne Li Hai... Shapath                     | Shikha             |
| 2012      | Iss Pyaar Ko Kya Naam Doon?                  | Sheetal Kapoor     |
| 2013      | Tumhari Paakhi                               | Tanya Rana         |
| 2013      | Ek Nanad Ki Khushiyon Ki Chaabi… Meri Bhabhi | Jaspreet/Jas       |
| 2013      | Uttaran                                      | Nilofer            |
| 2014–2015 | Comedy Classes                               | Shubhalaxmi        |
| 2014–2015 | Tum Aise Hi Rehna                            | Aanchal            |
| 2015      | Akbar Birbal                                 | Qayamat Baano      |
| 2015      | MTV Big F                                    | Shreya             |
| 2016      | Naagin                                       | Mayuri             |
| 2017–2018 | Tu Sooraj Main Saanjh, Piyaji                | Palomi             |
| 2018      | Tenali Rama                                  | Regină Munmun      |
| 2018      | Kaun Hai?                                    | Nandini            |
| 2018      | Breathe                                      | Shaina             |
| 2018–2019 | Kasautii Zindagii Kay                        | Madhuri            |
| 2020      | Alif Laila                                   | Dayan Hina         |

### Seria web
| An   | Serie            | Rol     |
| ---- | ---------------- | ------- |
| 2020 | The Ghost Thesis | Preksha |